# 國立臺灣大學人類學系
國立臺灣大學人類學系，簡稱臺大人類學系、臺大人類系，是臺灣歷史最悠久的人類學研究兼教育單位，也是唯一同時培訓人類學學士、碩士和博士的教育單位。

## 背景
臺大人類學系，源起可追溯至1929年所設立的「臺北帝國大學土俗人種學講座」，在日本學者移川子之藏等人主持下，該講座收藏大量民族學與考古學標本與照片。
1949年國民政府遷臺以後，中央研究院歷史語言研究所研究員李濟根據這些收藏結合史語所於中國大陸的考古學研究與民族學研究，創立「考古人類學系」。在此之後，該系所長期和史語所以及中央研究院民族學研究所緊密結合，主導臺灣人類學與臺灣考古學發展，並培育出許多相關領域學者與專業人員。
1956年該系設立研究所，1982年在當時之系主任李光周主導下，考古人類學系改名為「人類學系」並沿用至今。
臺大人類學系隸屬於文學院底下，系館舊址為已遭拆除的洞洞館，目前暫居於臺大水源校區行政大樓內，預計到人文大樓興建完成後再遷入。館內除了教學設備外，另設有貯藏室與標本室，分別存有與展示民族學與考古學標本。
此外，館內圖錄室原收藏大量圖書與手稿則於1997年移交至臺灣大學總圖書館，分別存放在一般圖書區與「人類系圖錄室舊藏」。
該系所於1953年開始發行學術期刊《考古人類學刊》並延續至今。

## 歷史
臺大人類學系歷史的變遷，可大致分成四個時期。

### 帝大講座時期
1929年日本人創立台北帝國大學時，設有“土俗人種學講座”，以培訓台灣史前考古與民族學研究人才，和整理、收藏考古成果與民族藝品。

### 民族研究室時期
1945年第二次中日戰爭結束，國民政府接收原帝國大學並改名為台灣大學，此講座亦更名為民族學研究室，並附屬於台灣大學歷史學系。

### 考古人類學系時期

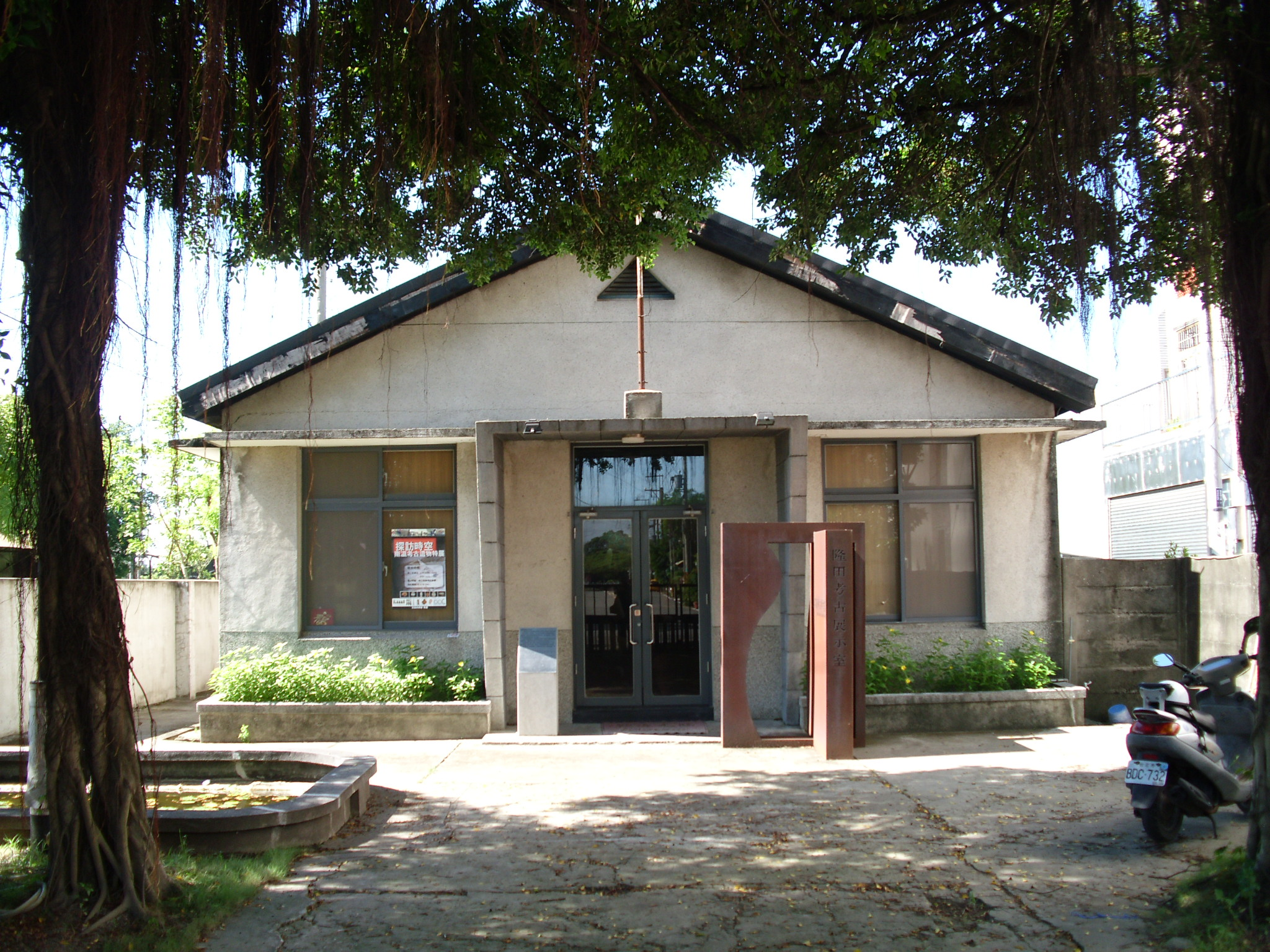
臺大考古隊隆田工作站

1949年，政府遷台：在中央研究院歷史語言研究所研究員李濟指導下，於台灣大學文學院下成立考古人類學系，一方面繼續研究殷墟為首的中國考古學和承襲日治時代以來的台灣考古學，另一方面又從事文化人類學研究與田野調查。之後，組織多次考古隊，從事圓山遺址等台灣史前遺址的發掘，並深入各地調查研究台灣原住民各族文化與生活方式。1956年，增設碩士研究所。1970年代又投入濁大計畫等學術工程。

### 人類學系時期
隨著新考古學等新考古學理論引進台灣，時任系主任李光周認同美國新考古學提倡者Lewis Binford「考古學作為人類學」的觀點，將考古學視為人類學的一種實踐，因此於1982年更名為“人類學系”。

## 歷屆系主任
1. 黃士強
2. 崔伊蘭
3. 連照美
4. 謝繼昌
5. 謝世忠
6. 童元昭
7. 陳瑪玲
8. 林瑋嬪
9. 林開世
10. 陳瑪玲

## 系館建築

### 人類學博物館
位於校總區舊圖書館新生南路側。

### 圖書室
位於水源校區系館二樓。

## 著名系友
- 宋文薰：中央研究院院士，考古學家。
- 李亦園：中央研究院院士，國立清華大學人文社會學院創院院長。
- 張光直：已故考古學者，前哈佛大學人類系主任，曾任中央研究院院士兼副院長。
- 喬健：文化人類學家，現任中央研究院民族學研究所兼任研究員、國立東華大學族群關係與文化研究所榮譽教授。
- 謝繼昌：文化人類學家，現任國立臺灣大學人類學系名譽教授，曾任中央研究院民族學研究所研究員兼副所長、曾任國立臺灣大學人類學系系主任。
- 吳燕和：文化人類學家，現任中央研究院民族學研究所兼任研究員，曾任香港中文大學人類學系系主任。
- 連照美：考古學家。
- 黃樹民：前任中央研究院民族學研究所所長，現任清華大學人類學研究所所長。
- 黃應貴：已故人類學家，前中央研究院民族學研究所所長，以推動台灣文化人類學新研究典範著稱。
- 陳其南：人類學家，曾任文化建設委員會主委與副主委，現任國立臺北藝術大學傳統藝術所所長。
- 張珣：文化人類學家，現任中央研究院民族學研究所研究員、國立臺灣大學人類學系兼任教授、國立政治大學宗教研究所兼任教授。
- 劉益昌：考古學者，中央研究院歷史語言所研究員，現任國立成功大學考古研究所所長。
- 李光周：考古學家，李濟的養子，新考古學提倡者。
- 陳文德：人類學家，現任國立臺東大學南島文化研究所所長。
- 陳祥水：人類學家，國立清華大學人類學研究所所長。
- 齊豫：歌手，以一首「橄欖樹」打開知名度。
- AKRU：台灣知名漫畫兼插畫家。
- 呱吉：台北市議員。
- 賴東賢：演員、主持人。
- 吳偉鴻：香港著名考古學家，已故。

### 腳註
1. ↑  文化部. . 臺灣大百科. 2011-07-22  [2023-04-30]. （原始内容存档于2023-04-30）.
2. ↑  笠原政治. . 國立臺灣大學出版中心. 2020-11-23. ISBN 9789863504191.
3. ↑  . 博物之島. 文化部.   [2023-04-30]. （原始内容存档于2023-05-04）.

### 文獻
- 黃應貴：
  - 1984年：〈光復後臺灣地區人類學研究的發展〉. 《中央研究院民族學研究所集刊》，55:105-146.
  - 1995年：〈人類學與臺灣社會〉. 刊於《分析社會的方法論文集》，國立空中大學、國立花蓮師範學院、國立屏東師範學院聯合出版，頁H1-H32. 重刊於《社會學、人類學在中國的發展》，喬健 主編，頁287-342. 《新亞學術期刊》第16期，1998年.

## 外部連結
- 國立臺灣大學人類學系 （页面存档备份，存于）
- 臺灣大學圖書館人類系圖錄室舊藏（页面存档备份，存于）